# Fabiola Gianotti
Fabiola Gianotti (Roma, 29 de outubro de 1960 é uma física experimental italiana. Desde 2016 é directora-geral da Organização Europeia para a Pesquisa Nuclear (CERN), com um mandato de cinco anos, sendo a primeira mulher nomeada para esse cargo.

## Primeiros anos
Fabiola nasceu em Roma a 29 de Outubro de 1960, filha de um geólogo do Piemonte e de uma siciliana apaixonada por música e arte. Desde tenra idade que se interessou pela natureza e pelo mundo à sua volta. O pai encorajou a sua precoce atracção por aprender. Numa entrevista com os Humans of Science, Gianotti declarou que "foi com ele [pai] que inculquei o meu amor e paixão pela natureza".
Gianotti descobriu a sua paixão pela pesquisa científica após ler uma biografia da cientista Marie Curie. Inicialmente estudou humanidades, focando-se na música e filosofia. O seu interesse por questões essenciais levou-a a escolher o curso de Física, após concluir os estudos clássicos, e o curso de piano no Conservatório de Milão. Gianotti havia inicialmente decidido fazer os estudos universitários em Filosofia, porque lhe permitia equacionar as grandes perguntas, acabando, no entanto, por escolher a física quando percebeu que esta área lhe daria mais hipóteses de encontrar as respostas por que procurava.
Em 1989, obteve um doutoramento em física de partículas na Universidade de Milão.

## Carreira
A partir de 1996, após várias várias posições de pós-doutoramento, entre as quais uma bolsa de estudos no CERN, Gianotti tem estado como física pesquisadora no Departamento de Física do CERN, a Organização Europeia para a Pesquisa Nuclear. É também membro da Academia das Ciências italiana, a Accademia Nazionale dei Lincei,  associado estrangeiro da Academia Nacional de Ciências dos Estados Unidos, desde 2015, e associado estrangeiro da Academia de Ciências francesa desde 2016. Em 2019 foi eleita membro da American Philosophical Society.
Gianotti trabalhou em vários projectos experimentais do CERN, nomeadamente WA70, UA2, ALEPH e ATLAS.
Foi e é membro de vários comités internacionais, entre os quais o Conselho Científico do CNRS, em França, o Physics Advisory Committee do laboratório Fermilab, nos Estados Unidos, o Conselho da Sociedade Europeia de Física, o Conselho Científico do laboratório DESY, na Alemanha, e o Comité Científico Consultivo da NIKHEF, na Holanda. Foi ainda membro do Conselho Consultivo Científico do então Secretário Geral das Nações Unidas, Ban Ki-moon.
A 1 de Janeiro de 2016, assumiu o posto de directora-geral do CERN, sucedendo Rolf-Dieter Heuer, sendo a primeira mulher nomeada para esse cargo nos mais de sessenta anos de existência da instituição.

### Descoberta do bosão de Higgs
Em 2009 Gianotti foi eleita líder e porta-voz do projecto ATLAS, no CERN. O ATLAS envolveu uma colaboração de cerca de 3000 físicos de 180 instituições em 38 países. O ATLAS era um dos dois projectos experimentais envolvidos na observação do bosão de Higgs. A 4 de Julho de 2012 Gianotti anunciou a descoberta de uma partícula. Até então, o bóson de Higgs havia sido uma parte teórica do modelo padrão da teoria da física das partículas para explicar como algumas partículas elementares adquirem massa. A profunda compreensão de Gianotti demuitos aspectos do ATLAS, assim como a sua liderança, foram reconhecidas como factores importantes na descoberta.
Gianotti apareceu no filme documentário de 2013, Particle Fever, sobre o trabalho do Grande Colisor de Hadrões.

### Controvérsia Comic Sans
Quando o CERN anunciou a descoberta de partículas bosão de Higgs, surgiu muita controvérsia sobre o uso da fonte Comic Sans no slide de apresentação dos resultados. Um físico, Alby Reid, chegou mesmo acomeçar uma petição on-line pedindo à Microsoft que alterasse o nome da fonte para "Comic Cerns". Vincent Connare, criador da fonte, twittou o seu suporte a esta petição. Embora Gianotti já houvesse usado a Comic Sans para apresentação de informações no passado, o tumulto foi maior nesta ocasião em grande medida devido à importância do material apresentado.

### Ambiente de trabalho
Gianotti teve de ultrapassar algumas barreiras para ser bem sucedida num campo dominado por homens: Na comunidade científica europeia há dois homens para cada mulher. Apenas 20% da equipa que trabalhou no projecto ATLAS  eram mulheres. Gianotti foi a primeira mulher directora do CERN, dirigindo dois dos maiores projectos experimentais do CERN em 2012. Gianotti insiste que nunca enfrentou discriminação por causa de seu género, afirmando que "não posso dizer eu própria que alguma vez me tivesse sentido discriminada", disse ela. "Talvez tenha sido, mas não me apercebi." A experiência de Gianotti está ajudando a quebrar barreiras de predominância masculina no campo criado para aspirantes a cientistas. Gianotti quer especificamente quer dar às mulheres mais apoio na maternidade, afirmando sentir que a falta de um apoio suficiente é a razão de nunca ter tido filhos, decisão que hoje lamenta.

## Vida pessoal
Gianotti tem formação como bailarina e toca piano. Gianotti nunca se casou; num perfil biográfico do New York Times  o físico holandês, seu colega, Rende Steerenberg, descreveu-a como alguém que "tem dedicado a sua vida à física...com certeza, tem feito sacrifícios." Numa entrevista em 2010, Gianotti disse que não viu nenhuma contradição entre ciência e fé, e que pertencem "duas esferas diferentes". Numa entrevista ao la Repubblica, disse que "Ciência e religião são disciplinas distintas, embora não opostas. Pode-se ser um físico e ter fé ou não."

## Obra publicada
Gianotti é autora ou co-autora de mais de 500 publicações em periódicos científicos com revisão por pares.

## Prémios e homenagens
Em 2011, Gianotti foi incluída entre as "100 mulheres mais inspiradoras" pelo periódico britânico The Guardian. Em 2012, foi a quinta classificada como Personalidade do Ano pela revista Time, bem como o vice-vencedora de Pessoa do Ano. Em 2013, foi incluída entre as "100 mulheres mais poderosas" pela revista americana Forbes, e considerada uma das "Maiores Pensadoras Globais de 2013" pela também americana Foreign Policy. Em 2018, foi eleita membro estrangeiro da Royal Society (ForMemRS).
Recebeu doutoramentos honoris causa pela Universidade de Uppsala, École polytechnique fédérale de Lausanne (EPFL), Universidade McGill, em Montreal, Universidade de Oslo, Universidade de Edimburgo, Universidade de Nápoles Federico II, Universidade de Chicago, Universidade de Sabóia, e o Instituto Weizmann de Ciências.
Em Dezembro de 2012, Gianotti foi premiada com o Fundamental Physics Prize da Fundação Milner, na categoria de Special Breakthrough.
Desde agosto de 2013 é Professor honorário na Universidade de Edimburgo. Em Setembro do mesmo ano recebeu o Prémio Enrico Fermi, da Sociedade Italiana de Física, em Novembro com a Medalha de Honra do Instituto Niels Bohr.
Em Dezembro de 2014 Gianotti foi agraciada com a honra de Cavaleiro de Grã-Cruz da Ordem do Mérito da República Italiana pelo Presidente italiano Giorgio Napolitano.
Recebeu a Medalha Wilhelm Exner de 2017.
É uma das 100 Mulheres da lista da BBC de 2018.
Em Julho, de 2019 ganhou o Prémio Europeu Helena Vaz da Silva para Divulgação do Património Cultural 2019, em homenagem à sua contribuição para a divulgação da cultura científica de uma forma atractiva e acessível. A cerimónia de atribuição do prémio está marcada para 25 de Novembro de 2019, na Fundação Calouste Gulbenkian.